# Anna Hemmings
Pour les articles homonymes, voir Hemmings.
Anna Lucina Hemmings, née le 19 décembre 1976 à Hammersmith, est une kayakiste britannique pratiquant le marathon.

## Palmarès

### Championnats du monde de marathon
- 2007 à Györ  Hongrie
  -  Médaille d'or en K-1
- 2006 à Trémolat,  France
  -  Médaille d'or en K-1
- 2005 à Perth,  Australie
  -  Médaille d'or en K-1
- 2001 à Stockton-on-Tees,  Royaume-Uni
  -  Médaille d'or en K-1
  -  Médaille d'or en K-2
- 1999 à Györ,  Hongrie
  -  Médaille d'or en K-1
- 1998 au Cap,  Afrique du Sud
  -  Médaille d'argent en K-1
- 1996 à Vaxholm,  Suède
  -  Médaille d'argent en K-1